# 埃伯芬
埃伯芬是德国巴伐利亚州的一个市镇。总面积25.93平方公里，总人口1336人，其中男性695人，女性641人（2011年12月31日），人口密度52人/平方公里。